# Bellevalia edirnensis
Bellevalia edirnensis är en sparrisväxtart som beskrevs av Neriman Özhatay och Brian Frederick Mathew. Bellevalia edirnensis ingår i släktet Bellevalia och familjen sparrisväxter.
Artens utbredningsområde är europeiska Turkiet. Inga underarter finns listade i Catalogue of Life.